# Heinz Scholl

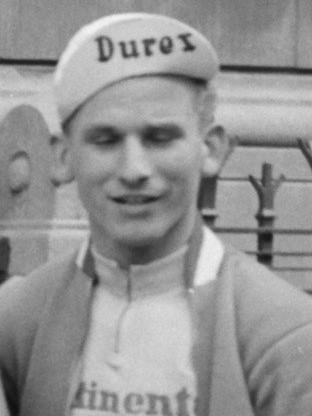
Heinz Scholl (1955)

Heinz Scholl (* 18. August 1931 in Frankfurt am Main; † 14. Juni 2017 in Bad Homburg vor der Höhe) war ein deutscher Radrennfahrer.

## Sportliche Laufbahn
Scholl war im Bahnradsport und im Straßenradsport aktiv.
Als Amateur wurde er 1953 (mit Günter Zirbel) und 1954 (mit Walter Leonhardt) Vize-Meister im Zweier-Mannschaftsfahren. Bei den nationalen Meisterschaften im Mannschaftszeitfahren gewann er 1950 die Silbermedaille mit seinem Verein RV Germania Frankfurt/Main (Schäfer, Kohl, Scholl, Schröder, Kern, Caspari). 
Scholl war von 1955 bis 1960 als Berufsfahrer aktiv und begann im deutschen Radsportteam Bauer seine Karriere als Radprofi. 1956 gewann er mit Valentin Petry als Partner das Meisterschaftsrennen im Zweier-Mannschaftsfahren vor Horst Holzmann und Klaus Bugdahl. In der Stehermeisterschaft 1957 kam er auf den 3. Platz. Scholl bestritt mehrfach Sechstagerennen, insbesondere in seiner Heimatstadt, konnte aber keines gewinnen. Sein Standardpartner war Theo Intra. 1956 holte er mit Lull Gillen als Partner mit dem 4. Platz sein bestes Ergebnis.